# 허종호
허종호(1975년~)는 대한민국의 영화감독이다.

## 참여 작품
- 2001년 《뉴스데스크》- 연출, 각본
- 2001년 《승부》- 연출, 각본
- 2003년 《서바이벌 미팅게임》연출, 각본
- 2007년 《눈부신 날에》- 조감독
- 2009년 《애자》- 매니저부문
- 2011년 《카운트다운》연출, 각본
- 2015년 《성난 변호사》연출, 각색
- 2018년 《물괴》- 연출, 각본

## 수상
- 2012년 제26회 푸리부르 국제영화제 비평가상[1]